# ACRE
ACRE ist eine amerikanische Industrieholding. Sie besteht aus den Unternehmen Vanderbilt International und Mercury Security, die elektronische Schließanlagen produzieren.

## Unternehmensgeschichte
2012 gründeten Joseph Grillo und Will West das Investmentvehikel ACRE. Im September 2012 wurde mit dem Geschäftsbereich Schlage SMS von Ingersoll Rand, der danach in Vanderbilt Industries umbenannt wurde, das erste Unternehmen gekauft. Mai 2013 kam Mercury Security dazu. Im Juni 2015 hat Vanderbilt den Bereich „Security Products“ von Siemens Building Technologies übernommen.
Mercury Security ist Weltmarktführer bei Zutrittskontrolle-Panels.